# うるま市議会
うるま市議会（うるましぎかい）は、沖縄県うるま市に設置されている地方議会である。

## 概要
- 定数：30人
- 任期：4年
- 議長：比嘉直人
- 副議長：藏根武

## 運営

### 会期
うるま市議会の定例会は、毎年2月、6月、9月及び12月に召集され、その他にも必要に応じて臨時会が開催される。

## 会派
平成30年9月30日執行うるま市議会議員選挙
| 会派名     | 議席数 |
| ---------- | ------ |
| 新政・公明 | 9      |
| かけはし   | 6      |
| いぶきの会 | 5      |
| 希望の会   | 4      |
| 津梁       | 2      |
| 日本共産党 | 2      |
| 無所属     | 1      |
| 計         | 30     |

（2021年2月1日現在）
令和4年10月2日執行うるま市議会議員選挙
| 会派名       | 議席数 |
| ------------ | ------ |
| かけはし     | 7      |
| 希望のいぶき | 5      |
| 新政クラブ   | 4      |
| 津梁         | 4      |
| 与開之会     | 3      |
| 日本共産党   | 2      |
| 無所属       | 2      |
| 計           | 27     |

（2024年4月12日現在）

## 議員
議員の名前の隣には会派と所属政党を表している。◎は議長で、○は副議長を表している。議席番号の若い順から掲載している。（議長か副議長であれば名前の前に◎・○のどちらかの印がつけられる。）
例：◎佐藤 太郎（会派・所属政党）
| 会派       |                        |                       |                       |                         |  |
| ---------- | ---------------------- | --------------------- | --------------------- | ----------------------- |  |
| かけはし   | 幸喜 勇（かけ・無）    | 玉元 哉世（かけ・無） | 玉城 政哉（かけ・無） | 池宮城 善伸（かけ・無） |  |
|            | ◎比嘉 直人（かけ・無） | 國場 正剛（かけ・無） | 大城 直（かけ・無）   |                         |  |
| 希望       | 国吉 亮（希望・無）    | 伊礼 正（希望・無）   | 宮城 一寿（希望・無） | 中程 孝（希望・社民）   |  |
|            | 又吉 法尚（希望・無）  |                       |                       |                         |  |
| 新政       | 高屋 優（新政・自）    | 糸数 昌宗（新政・無） | 平良 一雄（新政・無） | 真壁 朝弘（新政・無）   |  |
| 津梁       | 伊波 良明（津梁・無）  | 神田 洋一（津梁・無） | 下門 勝（津梁・無）   | 天願 久史（津梁・無）   |  |
| 与開之会   | 佐久田 悟（与開・無）  | 兼本 光治（与開・無） | ○藏根 武（与開・無）  |                         |  |
| 日本共産党 | 伊盛 サチ子（共・共）  | 金城 加奈栄（共・共） |                       |                         |  |
| 無所属     | 真栄城 隆（無・公）    | 伊波 洋（無・無）     |                       |                         |  |

| 議席番号 | 氏名（敬称略） | 所属会派（所属政党）       | 当選回数 |
| -------- | -------------- | -------------------------- | -------- |
| 1        | 真栄城 隆      | 無所属（公明党）           | 2回      |
| 2        | 高屋 優        | 新政クラブ（自民党）       | 1回      |
| 3        | 糸数 昌宗      | 新政クラブ（無所属）       | 1回      |
| 4        | 伊盛 サチ子    | 日本共産党（日本共産党）   | 7回      |
| 5        | 金城 加奈栄    | 日本共産党（日本共産党）   | 3回      |
| 6        | 国吉 亮        | 希望のいぶき（無所属）     | 2回      |
| 7        | 伊波 良明      | 津梁（無所属）             | 3回      |
| 8        | 神田 洋        | 津梁（無所属）             | 1回      |
| 9        | 平良 一雄      | 新政クラブ（無所属）       | 1回      |
| 10       | 真壁 朝弘      | 新政クラブ（無所属）       | 1回      |
| 11       | 幸喜 勇        | かけはし（無所属）         | 2回      |
| 12       | 玉元 哉世      | かけはし（無所属）         | 1回      |
| 13       | 玉城 政哉      | かけはし（無所属）         | 1回      |
| 14       | 池宮城 善伸    | かけはし（無所属）         | 1回      |
| 15       | 伊礼 正        | 希望のいぶき（無所属）     | 3回      |
| 16       | 宮城 一寿      | 希望のいぶき（無所属）     | 3回      |
| 17       | 仲程 孝        | 希望のいぶき（社会民主党） | 4回      |
| 18       | 又吉 法尚      | 希望のいぶき（無所属）     | 4回      |
| 19       | 下門 勝        | 津梁（無所属）             | 6回      |
| 20       | 天願 久史      | 津梁（無所属）             | 2回      |
| 21       | 空席           |                            |          |
| 22       | 空席           |                            |          |
| 23       | ◎比嘉 直人     | かけはし（無所属）         | 2回      |
| 24       | 國場 正剛      | かけはし（無所属）         | 2回      |
| 25       | 大城 直        | かけはし（無所属）         | 3回      |
| 26       | 空席           |                            |          |
| 27       | 佐久田 悟      | 与開之会（無所属）         | 4回      |
| 28       | 兼本 光治      | 与開之会（無所属）         | 3回      |
| 29       | ○藏根 武       | 与開之会（無所属）         | 2回      |
| 30       | 伊波 洋        | 無所属（無所属）           | 3回      |